# Pont-à-Celles
Pont-à-Celles är en kommun i Belgien.   Den ligger i provinsen Hainaut och regionen Vallonien, i den centrala delen av landet, 40 km söder om huvudstaden Bryssel. Antalet invånare är 16 804.
Runt Pont-à-Celles är det i huvudsak tätbebyggt. Runt Pont-à-Celles är det mycket tätbefolkat, med 1 886 invånare per kvadratkilometer.